# Kersley Appou
Pour les articles homonymes, voir Apou (homonymie).
Kersley Appou (né le 24 avril 1970) est un footballeur international mauricien. 
Il joue depuis 2011 au PAS Mates. 
En tant qu'attaquant et en tant qu'ancien international mauricien, il est le meilleur buteur de la sélection, avec dix buts. Il est deux fois meilleur buteur du championnat mauricien en 2002 (18 buts) et en  2003 (11 buts). Le 13 avril 2014, il devient le plus vieux joueur africain à disputer un match international détrônant Roger Milla à 43 ans et 358 jours.